# Magdalena Krukowska
Magdalena Krukowska, née le 16 juillet 1987 à Drzonowo, est une kayakiste polonaise pratiquant la course en ligne.

## Palmarès

### Championnats du monde
- 2011 à Szeged, Hongrie
  -  Médaille d'argent en K-2 200 m
- 2010 à Poznań, Pologne
  -  Médaille de bronze en K-4 500 m

### Championnats d'Europe
- 2013 à Montemor-o-Velho
  -  Médaille d'argent en K-2 200 m
- 2009 à Brandenburg
  -  Médaille de bronze en K-4 500 m